# Psychologie populaire
 (janvier 2010).
Si vous disposez d'ouvrages ou d'articles de référence ou si vous connaissez des sites web de qualité traitant du thème abordé ici, merci de compléter l'article en donnant les références utiles à sa vérifiabilité et en les liant à la section « Notes et références ».
On parle de « psychologie populaire » ou de psycho-pop (de l'anglais pop psychology) pour désigner, généralement avec une connotation négative, des concepts de psychologie humaine que l'on retrouve exposés dans des ouvrages ou des médias dits « grand public » sous couvert de théories et de pratiques qui ont éventuellement des bases scientifiques valides mais qui, en les simplifiant à l'extrême ou en les déformant, s'avèrent parfois plus proches de la pseudo-science que de la véritable vulgarisation scientifique. 
L'expression « psychologie populaire » se rencontre également en français pour désigner la psychologie naïve  (folk psychology en anglais), c'est-à-dire l'aptitude naturelle qu'ont les humains (et potentiellement d'autres espèces animales) à comprendre leurs congénères en termes psychologiques.

## Psychologie populaire vs. psychologie scientifique
Les thèmes de psychologie populaire les plus fréquents concernent :
- Les « tests de personnalité »
- La vie amoureuse et la vie de couple
- Les différences entre les hommes et les femmes
- Les conseils en matière de réussite personnelle et professionnelle
- Les relations familiales et l'éducation
- Les relations amicales

Ces thèmes font souvent par ailleurs l'objet de travaux en psychologie scientifique, par exemple : 
- Psychologie différentielle et de la personnalité, tests psychométriques
- Psychologie du couple
- Dimorphisme sexuel psychologique
- Psychologie du développement et de l'attachement
- Psychopédagogie

Des auteurs « populaires » comme Boris Cyrulnik, Jacques Salomé, John Bradshaw ou Hal et Sidra Stone (Le dialogue intérieur) se situent aux confins de cette catégorie. Ainsi, ces auteurs publient des ouvrages qui ne sont pas strictement scientifiques mais vont plus loin que la psychologie « de bas étage » et apportent aux lecteurs des réflexions fournies et originales, expérimentées par leurs auteurs. Depuis Françoise Dolto, Carl Rogers et le courant de la psychologie humaniste, de nombreux ouvrages de psychologie modernes supposent l'investissement du lecteur adulte, à la recherche d'autonomie personnelle.